# Le monde selon
 (novembre 2023).
Le monde selon est une web-série jeunesse québécoise de deux saisons en 22 épisodes de 6 minutes, réalisée par Chloë Mercier, Marc Tawil, Martine Gignac et produite par Tobo Média, diffusée sur le site web de Télé-Québec depuis le 10 mars 2022.
Un livre Le Monde Selon... a été publié par les éditions Bayard Canada et la deuxième saison est complétée par un projet balado diffusé sur le web de Télé-Québec.
Tobo Média a également réalisé la web-série Frida, c'est moi, adaptée du livre du même titre.

## Épisodes

### Saison 1
1. Le monde selon Héléna
2. Le monde selon Sao
3. Le monde selon Maude
4. Le monde selon Pablo
5. Le monde selon Léna
6. Le monde selon Malik
7. Le monde selon Mila
8. Le monde selon Alfa
9. Le monde selon Zoe et Amon
10. Le monde elon Alison

### Saison 2
1. Le monde selon Omid
2. Le monde selon Anaève
3. Le monde selon Suheres
4. Le monde selon Inaya
5. Le monde selon Lakshya
6. Le monde selon Jade
7. Le monde selon Elzéar
8. Le monde selon Eral
9. Le monde selon Tyler et Vanina
10. Le monde selon Aubépine
11. Le monde selon Chad
12. Le monde selon Dahlia et Sofia

## Fiche technique
- Réalisation : Marc Tawil, Chloë Mercier, Martine Gignac
- Scénariste : Chloë Mercier
- Productrice : Florence Roche
- Société de production : Tobo Média
- Concept original : Tobo, Chloë Mercier, Yves Banchongphanith
- Direction photo : Marc Tawil
- Mix sonore : Amplitude Postproduction
- Directeur artistique : Björn Feldmann
- Montage : Marc Tawil, Geneviève Allard